# خسروبیگ سلطانف
خسروبیگ سلطانف (ترکی آذربایجانی: Xosrov bəy Sultanov Paşa bəy oğlu) سیاستمدار، فرماندار قره‌باغ و وزیر دفاع جمهوری دمکراتیک آذربایجان بود.

## زندگی‌نامه
خیروبیگ سلطانف در ۱۰ ماه مه سال ۱۸۷۹، در روستای کردحاجی (شهرستان لاچین فعلی) شهرستان «قاسم‌اوشاغی» استان «زنگازور» زاده شد. بعد از آنکه مدرسه را در گنجه پشت سر گذاشت، وارد دانشگاه پزشکی در اودسا شد.
خسروبیگ سلطانف یکی از ۲۶ امضا کننده اعلامیه استقلال جمهوری دمکراتیک آذربایجان در ۲۸ مه سال ۱۹۱۸ در تفلیس بود؛ اعلامیه‌ای که از سوی «شورای ملی آذربایجان» تدوین گردیده بود.

## کارنامه سیاسی
خسروبیگ سلطانف در ۱۵ ژانویه سال ۱۹۱۹ به زمامداری فرمانداری قره‌باغ رسید. در ۲۱ مارس همان سال نیروهای داشناک گذرگاه آسکران که تنها عبورگاه منتهی به قره باغ بود را تسخیر کردند؛ ولی این نیروها در رودررویی با نیروهای آذربایجانی به سرکردگی خسروبیگ شکست خورده و از هم پاشیدند، خانکندی و شوشی از آنها بازپس گرفته شد.

## دوران شوروی
در سال ۱۹۲۰، زمانی که خبر حمله ارتش سرخ به باکو به گوش خسروبیگ رسید، خودش را رهبر «کمیته انقلابی قره باغ» اعلام کرد و به نریمان نریمانف خبر داد که منتظر ورود ارتش شوروی به قره باغ است؛ ولی نریمانف داداش بنیادزاده را جایگزین او کرد.

## مهاجرت
در سال ۱۹۲۳، خسروبیگ مهاجرت کرد. وی در ترکیه، ایران، فرانسه و آلمان اقامت گزید. هنگامی که در آلمان به سر می‌برد، به عنوان استاد در دانشگاه پزشکی این کروش درس می‌داده‌است. در سال ۱۹۳۶، به ترکیه بازگشت و در شهر ترابزون سکونت یافت.
وی در ۷ ژانویه سال ۱۹۴۳ در ترکیه درگذشت.